# Falcó d'Elionor
El falcó d'Elionor, falcó marí o falcó de la reina (Falco eleonorae) és un rapinyaire que pertany a la família dels falcònids (Falconidae). El seu nom específic es va aplicar en honor d'Elionor d'Arborea (Sardenya), que a final del segle xiv va establir la primera legislació coneguda de protecció de les rapinyaires. Habita a la zona circummediterrània (des de les illes Canàries fins a Xipre, passant l'hivern a Madagascar. El seu estat de conservació es considera de risc mínim.

## Morfologia
- Fa 36-45 cm de llargària i 87-104 cm d'envergadura.
- Sembla un petit falcó pelegrí, d'aspecte més gràcil. El mascle té la cera del bec de color groc, mentre els joves i femelles la tenen blava. Les potes són grogues en els adults i blavoses en els joves.[2]

## Hàbitat i distribució
Cria en penya-segats marins, en moltes illes de la Mediterrània, entre les quals les Columbretes i les Balears (a sa Dragonera hi ha la colònia de cria més gran de la Mediterrània occidental). També habita Grècia, Croàcia, Itàlia, el Marroc, Algèria i les Illes Canàries. És un migrador de llarga distància, que hiverna a Madagascar.

## Reproducció
Té la temporada de cria més tard que la majoria d'aus europees i de qualsevol altra rapinyaire, ja que la fa coincidir amb el pas de la migració postnupcial (tardoral) de molts petits ocells.
Cria en colònies. La posta, la fan en cornises als penya-segats. Ponen 2-4 ous rosats tacats de marró.

## Alimentació
S'alimenten de grans insectes i petits ocells, que atrapen en vol. De vegades cacen en col·laboració amb altres membres de la colònia, atacant les aus que arriben cansades a la costa.

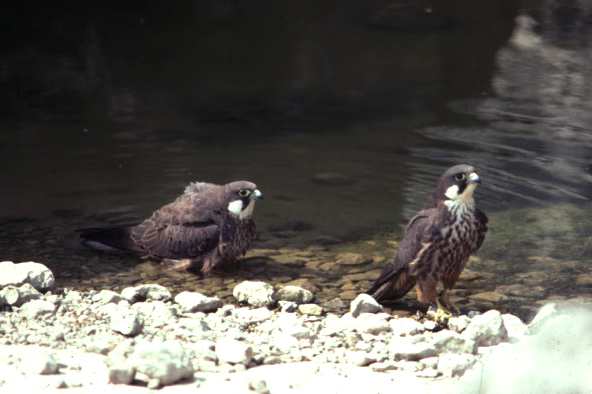
Dos exemplars a Sant Elm, Andratx, Mallorca